# Gadencourt
Gadencourt é uma comuna francesa na região administrativa da Normandia, no departamento de Eure. Estende-se por uma área de 3,89 km². Em 2010 a comuna tinha 387 habitantes (densidade: 99,5 hab./km²).